# Lista de presidentes da Câmara dos Deputados do Brasil

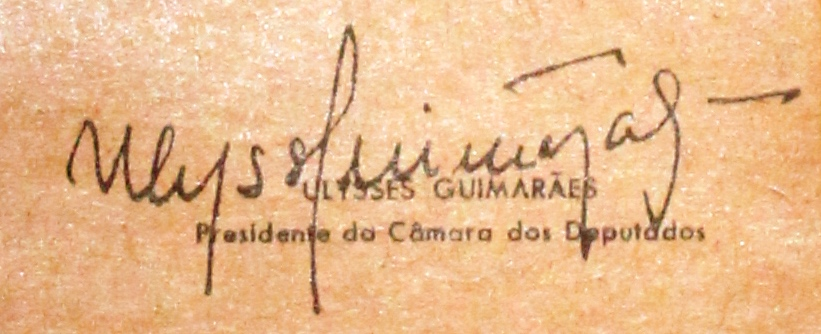
Assinatura de Ulysses Guimarães como Presidente da Câmara dos Deputados.

Esta é uma lista de presidentes da Câmara dos Deputados do Brasil desde sua fundação em 1826 até a atual legislatura. Pelo artigo 80º da Constituição da República Federativa do Brasil, o presidente da Câmara dos Deputados é o segundo na linha de sucessão presidencial, sucedendo ao Vice-Presidente, em caso de impedimento ou vacância do cargo de Presidente da República.
A Câmara dos Deputados foi inspirada originalmente na Câmara dos Senhores Deputados da Nação Portugueza de Portugal, mas, em 1889, com o golpe da proclamação da República e consequente fim da monarquia brasileira, foi adotado um modelo semelhante a da Câmara dos Representantes dos Estados Unidos.
Atualmente, a Câmara dos Deputados do Brasil possui 513 deputados federais, eleitos para mandatos de quatro anos e sem limite de reeleição. As eleições para deputado federal são feitas junto com as eleições para presidente da república, governador estadual, senador e deputado estadual, dois anos após as eleições municipais. Todas as 27 unidades da Federação (26 estados e o Distrito Federal) possuem a representatividade, com número de vagas calculadas em relação ao número de habitantes. Os deputados representam a população e não o estado, daí portanto a proporcionalidade em relação ao número de habitantes de cada estado.
O atual Presidente da Câmara dos Deputados do Brasil é o deputado Hugo Motta filiado ao partido Republicanos do estado da Paraíba. Ele foi eleito para a Presidência da Câmara em 1 de fevereiro de 2025, substituindo Arthur Lira do Progressistas (PP).

## Império do Brasil
Durante o período em que foi uma Monarquia Constitucional independente o Brasil teve 54 presidentes da Câmara dos Deputados.
Legenda
     Partido Conservador
     Partido Liberal
     Partido Democrático
     Partido Popular
     Partido Moderado
     Liga Progressista
     Partido Federalista
| Nº                            | Nome do deputado                                         | Imagem | Período                                               | Província de origem |  | Partido             |
| Primeiro Reinado (1822-1831)  |                                                          |        |                                                       |                     |  |                     |
| 1                             | Luís da Nóbrega Sousa Coutinho                           |        | 8 de maio de 1826 a 21 de dezembro de 1826 (227 dias) | Rio de Janeiro      |  | Partido Moderado    |
| 2                             | Francisco de Paula Sousa e Melo                          |        | 4 de maio de 1827 a 2 de junho de 1827 (29 dias)      | Rio de Janeiro      |  | Partido Democrático |
| 3                             | Pedro de Araújo Lima (Marquês de Olinda)                 |        | 2 de junho de 1827 a 5 de maio de 1828 (338 dias)     | Pernambuco          |  | Partido Moderado    |
| 4                             | José da Costa Carvalho                                   |        | 5 de maio de 1828 a 6 de julho de 1828 (62 dias)      | Bahia               |  | Partido Conservador |
| 5                             | Romualdo de Seixas (Arcebispo de São Salvador da Bahia)  |        | 3 de julho de 1828 a 4 de maio de 1829 (305 dias)     | Grão-Pará           |  | Liga Progressista   |
| 6                             | Pedro de Araújo Lima                                     |        | 4 de maio de 1829 a 4 de maio de 1830 (1 ano)         | Pernambuco          |  | Partido Moderado    |
| 7                             | José da Costa Carvalho                                   |        | 4 de maio de 1830 a 3 de julho de 1830 (60 dias)      | Bahia               |  | Partido Conservador |
| 8                             | José Ribeiro Soares da Rocha                             |        | 3 de julho de 1830 a 3 de agosto de 1830 (31 dias)    | Bahia               |  | Partido Federalista |
| 9                             | José da Costa Carvalho                                   |        | 1° de agosto de 1830 - 20 de abril de 1831            | Bahia               |  | Partido Conservador |
| Período Regencial (1831-1840) |                                                          |        |                                                       |                     |  |                     |
| —                             | José da Costa Carvalho                                   |        | 20 de abril de 1831 - 4 de maio de 1831               | Bahia               |  | Partido Conservador |
| 10                            | Martim Ribeiro de Andrada                                |        | 4 de maio - 11 de julho de 1831                       | Minas Gerais        |  | Partido Conservador |
| 11                            | José Martiniano de Alencar                               |        | 11 de julho de 1831 - 16 de maio de 1832              | Ceará               |  | Partido Democrático |
| 12                            | Antônio Paulino Limpo de Abreu                           |        | 16 de maio de 1832 - 2 de maio de 1834                | Minas Gerais        |  | Partido Conservador |
| 13                            | Bento de Oliveira Braga                                  |        | 2 de maio - 7 de junho de 1834                        | Rio de Janeiro      |  | Partido Democrático |
| 14                            | Venâncio Henriques de Resende                            |        | 7 de junho - 11 de agosto de 1834                     | Pernambuco          |  | Liga Progressista   |
| 15                            | Antônio Maria de Moura (Bispo Eleito)                    |        | 11 de agosto de 1834 - 2 de maio de 1835              | Minas Gerais        |  | Partido Popular     |
| 16                            | Pedro de Araújo Lima (Marquês de Olinda)                 |        | 2 de maio de 1835 - 27 de setembro de 1837            | Pernambuco          |  | Partido Conservador |
| 17                            | Cândido de Araújo Viana (Marquês de Sapucaí)             |        | 27 de setembro de 1837 - 6 de maio de 1840            | Minas Gerais        |  | Partido Popular     |
| 18                            | Joaquim Marcelino de Brito                               |        | 6 de maio de 1840 - 11 de julho de 1840               | Bahia               |  | Partido Conservador |
| Segundo Reinado (1840-1889)   |                                                          |        |                                                       |                     |  |                     |
| —                             | Joaquim Marcelino de Brito                               |        | 11 de julho de 1840 - 16 de maio de 1841              | Bahia               |  | Partido Conservador |
| 19                            | Romualdo de Seixas (Arcebispo de São Salvador da Bahia)  |        | 16 de maio - 7 de agosto de 1841                      | Grão-Pará           |  | Liga Progressista   |
| 20                            | Venâncio Henriques de Resende                            |        | 7 de agosto de 1841 - 4 de abril de 1842              | Pernambuco          |  | Liga Progressista   |
| 21                            | Martim Ribeiro de Andrada                                |        | 4 de abril de 1842 - 12 de janeiro de 1843            | São Paulo           |  | Partido Conservador |
| 22                            | Manuel Cavalcanti de Lacerda                             |        | 12 de janeiro de 1843 - 31 de dezembro de 1844        | Pernambuco          |  | Partido Conservador |
| 23                            | Antônio Paulino Limpo de Abreu (Visconde de Abaeté)      |        | 1° de janeiro - 21 de junho de 1845                   | Minas Gerais        |  | Partido Conservador |
| 24                            | José Joaquim Fernandes Torres                            |        | 21 de junho de 1845 - 25 de junho de 1846             | Minas Gerais        |  | Liga Progressista   |
| 25                            | Francisco Muniz Tavares                                  |        | 25 de junho de 1846 - 2 de maio de 1847               | Pernambuco          |  | Partido Conservador |
| 26                            | José Pedro Dias de Carvalho                              |        | 2 de maio de 1847 - 24 de junho de 1848               | Minas Gerais        |  | Partido Conservador |
| 27                            | Antônio Pinto Chichorro da Gama                          |        | 24 de junho de 1848 - 31 de dezembro de 1849          | Pernambuco          |  | Partido Liberal     |
| 28                            | Gabriel Mendes dos Santos                                |        | 1° de janeiro de 1850 - 30 de abril de 1852           | Minas Gerais        |  | Partido Liberal     |
| 29                            | José Ildefonso de Sousa Ramos                            |        | 1° de maio de 1852 - 20 de maio de 1852               | Rio de Janeiro      |  | Partido Conservador |
| 30                            | Maciel Monteiro (Barão de Itamaracá)                     |        | 20 de maio de 1852 - 16 de maio de 1854               | Pernambuco          |  | Partido Liberal     |
| 31                            | Brás Carneiro (Conde de Baependi)                        |        | 16 de maio de 1854 - 15 de maio de 1861               | Rio de Janeiro      |  | Partido Conservador |
| 32                            | Pedro Cavalcanti de Albuquerque (Visconde de Camarajibe) |        | 15 de maio de 1861 - 31 de dezembro de 1863           | Pernambuco          |  | Partido Conservador |
| 33                            | Zacarias de Góis                                         |        | 1° de janeiro de 1864 - 31 de janeiro de 1864         | Paraná              |  | Partido Conservador |
| 34                            | Francisco José Furtado                                   |        | 1° de fevereiro de 1864 - 10 de agosto de 1864        | Maranhão            |  | Partido Liberal     |
| 35                            | Camilo Ferreira Armond (Barão de Prados)                 |        | 11 de agosto de 1864 - 31 de agosto de 1866           | Minas Gerais        |  | Partido Liberal     |
| 36                            | Saldanha Marinho                                         |        | 31 de agosto de 1866 - 15 de maio de 1867             | Rio de Janeiro      |  | Partido Liberal     |
| 37                            | Francisco de Paula da Silveira Lobo                      |        | 15 de maio de 1867 - 15 de maio de 1869               | Minas Gerais        |  | Partido Conservador |
| 38                            | Pedro Cavalcanti de Albuquerque (Visconde de Camarajibe) |        | 15 de maio - 8 de junho de 1869                       | Pernambuco          |  | Partido Conservador |
| 39                            | Joaquim Otávio Nébias                                    |        | 8 de junho de 1869 - 15 de maio de 1870               | São Paulo           |  | Partido Conservador |
| 40                            | Brás Carneiro (Conde de Baependi)                        |        | 15 de maio de 1870 - 14 de agosto de 1871             | Rio de Janeiro      |  | Partido Conservador |
| 41                            | Jerônimo José Teixeira Jr (Visconde do Cruzeiro)         |        | 14 de agosto de 1871 - 30 de março de 1873            | Rio de Janeiro      |  | Partido Liberal     |
| 42                            | Inocêncio Marques de Araújo Góis                         |        | 30 de março de 1873 - 17 de junho de 1874             | Bahia               |  | Partido Conservador |
| 43                            | Manuel Francisco Correia                                 |        | 17 de junho de 1874 - 9 de fevereiro de 1877          | Paraná              |  | Partido Liberal     |
| 44                            | Paulino José Soares de Sousa                             |        | 8 de fevereiro de 1877 - 22 de dezembro de 1878       | Rio de Janeiro      |  | Partido Conservador |
| 45                            | Camilo Ferreira Armond (Barão de Prados)                 |        | 22 de dezembro de 1878 - 31 de dezembro de 1881       | Minas Gerais        |  | Partido Liberal     |
| 46                            | Martinho Álvares da Silva Campos                         |        | 1° de janeiro - 15 de fevereiro de 1882               | Minas Gerais        |  | Partido Liberal     |
| 47                            | Martim Ribeiro de Andrada                                |        | 15 de fevereiro - 28 de março de 1882                 | São Paulo           |  | Partido Liberal     |
| 48                            | João Ferreira de Moura                                   |        | 28 de março - 11 de julho de 1882                     | Bahia               |  | Partido Liberal     |
| 49                            | José Lima Duarte (Visconde de Lima Duarte)               |        | 11 de julho de 1882 - 18 de junho de 1884             | Minas Gerais        |  | Partido Liberal     |
| 50                            | Antônio Moreira de Barros                                |        | 18 de junho - 31 de agosto de 1884                    | São Paulo           |  | Partido Liberal     |
| 51                            | Manuel Alves de Araújo                                   |        | 31 de agosto de 1884 - 16 de março de 1885            | Paraná              |  | Partido Liberal     |
| 52                            | Antônio Moreira de Barros                                |        | 16 de março - 5 de maio de 1885                       | São Paulo           |  | Partido Liberal     |
| 53                            | Franklin Dória (Barão de Loreto)                         |        | 5 de maio - 7 de agosto de 1885                       | Piauí               |  | Partido Liberal     |
| 54                            | André Augusto de Pádua Fleury                            |        | 7 de agosto de 1885 - 19 de maio de 1886              | Goiás               |  | Partido Liberal     |
| 55                            | Domingos de Andrade Figueira                             |        | 19 de maio de 1886 - 14 de maio de 1887               | Rio de Janeiro      |  | Partido Conservador |
| 56                            | Augusto Gomes de Castro                                  |        | 14 de maio de 1887 - 21 de maio de 1888               | Maranhão            |  | Partido Conservador |
| 57                            | Henrique de Lucena (Barão de Lucena)                     |        | 21 de maio de 1888 - 15 de novembro de 1889           | Pernambuco          |  | Partido Conservador |

## República (1889 — presente)
Desde a proclamação da república o Brasil teve 52 presidentes da Câmara dos Deputados.
| Nº                                                                              | Nome do deputado                                                             | Imagem                                                                       | Início do mandato                                                            | Fim do mandato                                                               | Estado pelo qual foi Eleito                                                  | Partido                                                                      | Partido                                                                      | Eleições                                                                     | Eleições                                                                     |
| Primeira República Brasileira (1889-1930)                                       | Primeira República Brasileira (1889-1930)                                    | Primeira República Brasileira (1889-1930)                                    | Primeira República Brasileira (1889-1930)                                    | Primeira República Brasileira (1889-1930)                                    | Primeira República Brasileira (1889-1930)                                    | Primeira República Brasileira (1889-1930)                                    | Primeira República Brasileira (1889-1930)                                    | Primeira República Brasileira (1889-1930)                                    | Primeira República Brasileira (1889-1930)                                    |
| Poder Legislativo fechado entre 15 de novembro de 1889 e 1° de junho de 1891    | Poder Legislativo fechado entre 15 de novembro de 1889 e 1° de junho de 1891 | Poder Legislativo fechado entre 15 de novembro de 1889 e 1° de junho de 1891 | Poder Legislativo fechado entre 15 de novembro de 1889 e 1° de junho de 1891 | Poder Legislativo fechado entre 15 de novembro de 1889 e 1° de junho de 1891 | Poder Legislativo fechado entre 15 de novembro de 1889 e 1° de junho de 1891 | Poder Legislativo fechado entre 15 de novembro de 1889 e 1° de junho de 1891 | Poder Legislativo fechado entre 15 de novembro de 1889 e 1° de junho de 1891 | Poder Legislativo fechado entre 15 de novembro de 1889 e 1° de junho de 1891 | Poder Legislativo fechado entre 15 de novembro de 1889 e 1° de junho de 1891 |
| ------------------------------------------------------------------------------- | ---------------------------------------------------------------------------- | ---------------------------------------------------------------------------- | ---------------------------------------------------------------------------- | ---------------------------------------------------------------------------- | ---------------------------------------------------------------------------- | ---------------------------------------------------------------------------- | ---------------------------------------------------------------------------- | ---------------------------------------------------------------------------- | ---------------------------------------------------------------------------- |
| 58                                                                              | João da Matta Machado                                                        |                                                                              | 18 de junho de 1891                                                          | 31 de outubro de 1891                                                        | Minas Gerais                                                                 |                                                                              | Partido Republicano Mineiro PRM                                              |                                                                              |                                                                              |
| 59                                                                              | Bernardino José de Campos Júnior                                             |                                                                              | 31 de outubro de 1891                                                        | 18 de agosto de 1892                                                         | São Paulo                                                                    |                                                                              | Partido Republicano Paulista PRP                                             |                                                                              |                                                                              |
| 60                                                                              | João Lopes Ferreira Filho                                                    |                                                                              | 18 de agosto de 1892                                                         | 17 de maio de 1894                                                           | Ceará                                                                        |                                                                              | Partido Federalista PF                                                       |                                                                              |                                                                              |
| 61                                                                              | Francisco de Assis Rosa e Silva                                              |                                                                              | 17 de maio de 1894                                                           | 19 de maio de 1896                                                           | Pernambuco                                                                   |                                                                              | Partido Republicano Federal PRF                                              |                                                                              |                                                                              |
| 62                                                                              | Artur César Rios                                                             |                                                                              | 19 de maio de 1896                                                           | 9 de maio de 1899                                                            | Bahia                                                                        |                                                                              | Partido Republicano Baiano PRB                                               |                                                                              |                                                                              |
| 63                                                                              | Carlos Vaz de Melo                                                           |                                                                              | 9 de maio de 1899                                                            | 6 de maio de 1903                                                            | Minas Gerais                                                                 |                                                                              | Partido Republicano Mineiro PRM                                              |                                                                              |                                                                              |
| 64                                                                              | Francisco de Paula Oliveira Guimarães                                        |                                                                              | 6 de maio de 1903                                                            | 9 de maio de 1907                                                            | Bahia                                                                        |                                                                              | Partido Republicano Baiano PRB                                               |                                                                              |                                                                              |
| 65                                                                              | Carlos Peixoto                                                               |                                                                              | 9 de maio de 1907                                                            | 5 de maio de 1909                                                            | Minas Gerais                                                                 |                                                                              | Partido Republicano Mineiro PRM                                              |                                                                              |                                                                              |
| 66                                                                              | Sabino Barroso Jr                                                            |                                                                              | 5 de maio de 1909                                                            | 21 de novembro de 1914                                                       | Minas Gerais                                                                 |                                                                              | Partido Republicano Mineiro PRM                                              |                                                                              |                                                                              |
| 67                                                                              | Astolfo Dutra Nicácio                                                        |                                                                              | 21 de novembro de 1914                                                       | 8 de julho de 1917                                                           | Minas Gerais                                                                 |                                                                              | Partido Republicano Mineiro PRM                                              |                                                                              |                                                                              |
| 68                                                                              | Sabino Barroso Jr                                                            |                                                                              | 8 de julho de 1917                                                           | 15 de junho de 1919                                                          | Minas Gerais                                                                 |                                                                              | Partido Republicano Mineiro PRM                                              |                                                                              |                                                                              |
| 69                                                                              | Astolfo Dutra Nicácio                                                        |                                                                              | 15 de junho de 1919                                                          | 7 de maio de 1920                                                            | Minas Gerais                                                                 |                                                                              | Partido Republicano Mineiro PRM                                              |                                                                              |                                                                              |
| 70                                                                              | Júlio Bueno Brandão                                                          |                                                                              | 7 de maio de 1920                                                            | 16 de maio de 1921                                                           | Minas Gerais                                                                 |                                                                              | Partido Republicano Mineiro PRM                                              |                                                                              |                                                                              |
| 71                                                                              | Arnolfo Rodrigues de Azevedo                                                 |                                                                              | 16 de maio de 1921                                                           | 31 de dezembro de 1926                                                       | São Paulo                                                                    |                                                                              | Partido Republicano Paulista PRP                                             |                                                                              |                                                                              |
| 72                                                                              | Sebastião do Rego Barros                                                     |                                                                              | 9 de maio de 1927                                                            | 11 de novembro de 1930                                                       | Pernambuco                                                                   |                                                                              | Partido Republicano Federal PRF                                              |                                                                              |                                                                              |
| Era Vargas (1930-1945)                                                          |                                                                              |                                                                              |                                                                              |                                                                              |                                                                              |                                                                              |                                                                              |                                                                              |                                                                              |
| Poder Legislativo fechado entre 11 de novembro de 1930 e 14 de novembro de 1933 |                                                                              |                                                                              |                                                                              |                                                                              |                                                                              |                                                                              |                                                                              |                                                                              |                                                                              |
| 73                                                                              | Antônio Carlos Ribeiro de Andrada                                            |                                                                              | 15 de novembro de 1933                                                       | 4 de maio de 1937                                                            | Minas Gerais                                                                 |                                                                              | Aliança Liberal AL                                                           |                                                                              |                                                                              |
| 74                                                                              | Pedro Aleixo                                                                 |                                                                              | 4 de maio de 1937                                                            | 10 de novembro de 1937                                                       | Minas Gerais                                                                 |                                                                              | Partido Progressista de Minas Gerais PP-MG                                   |                                                                              |                                                                              |
| Poder Legislativo fechado entre 10 de novembro de 1937 e 31 de janeiro de 1946  |                                                                              |                                                                              |                                                                              |                                                                              |                                                                              |                                                                              |                                                                              |                                                                              |                                                                              |
| Segunda República Brasileira (1945-1964)                                        |                                                                              |                                                                              |                                                                              |                                                                              |                                                                              |                                                                              |                                                                              |                                                                              |                                                                              |
| 75                                                                              | Honório Fernandes Monteiro                                                   |                                                                              | 4 de fevereiro de 1946                                                       | 18 de março de 1947                                                          | São Paulo                                                                    |                                                                              | Partido Social Democrático PSD                                               |                                                                              | 1945                                                                         |
| 76                                                                              | Samuel Vital Duarte                                                          |                                                                              | 18 de março de 1947                                                          | 12 de março de 1949                                                          | Paraíba                                                                      |                                                                              | Partido Social Democrático PSD                                               |                                                                              | 1947                                                                         |
| 77                                                                              | Carlos Cirilo Jr                                                             |                                                                              | 12 de março de 1949                                                          | 12 de março de 1951                                                          | São Paulo                                                                    |                                                                              | Partido Social Democrático PSD                                               |                                                                              | 1947                                                                         |
| 78                                                                              | Nereu Ramos                                                                  |                                                                              | 12 de março de 1951                                                          | 3 de fevereiro de 1955                                                       | Santa Catarina                                                               |                                                                              | Partido Social Democrático PSD                                               |                                                                              | 1950                                                                         |
| 79                                                                              | Carlos Luz                                                                   |                                                                              | 3 de fevereiro de 1955                                                       | 15 de novembro de 1955                                                       | Rio de Janeiro                                                               |                                                                              | Partido Social Democrático PSD                                               |                                                                              | 1954                                                                         |
| 80                                                                              | José Flores da Cunha                                                         |                                                                              | 15 de novembro de 1955                                                       | 11 de março de 1956                                                          | Rio Grande do Sul                                                            |                                                                              | União Democrática Nacional UDN                                               |                                                                              | 1954                                                                         |
| 81                                                                              | Ulysses Guimarães                                                            |                                                                              | 11 de março de 1956                                                          | 11 de março de 1958                                                          | São Paulo                                                                    |                                                                              | Partido Social Democrático PSD                                               |                                                                              | 1954                                                                         |
| 82                                                                              | Ranieri Mazzilli                                                             |                                                                              | 11 de março de 1958                                                          | 2 de fevereiro de 1963                                                       | São Paulo                                                                    |                                                                              | Partido Social Democrático PSD                                               |                                                                              | 1958                                                                         |
| 82                                                                              | Ranieri Mazzilli                                                             | 2 de fevereiro de 1963                                                       | 24 de fevereiro de 1965                                                      |                                                                              | São Paulo                                                                    | 1962                                                                         | Partido Social Democrático PSD                                               |                                                                              |                                                                              |
| Ditadura Militar (1964-1985)                                                    |                                                                              |                                                                              |                                                                              |                                                                              |                                                                              | 1962                                                                         |                                                                              |                                                                              |                                                                              |
| 83                                                                              | Olavo Bilac Pinto                                                            |                                                                              | 24 de fevereiro de 1965                                                      | 27 de outubro de 1965                                                        | Minas Gerais                                                                 | 1962                                                                         |                                                                              | União Democrática Nacional UDN                                               |                                                                              |
| (83)                                                                            | Olavo Bilac Pinto                                                            | 27 de outubro de 1965                                                        | 2 de março de 1966                                                           |                                                                              | Minas Gerais                                                                 | 1962                                                                         | Aliança Renovadora Nacional ARENA                                            |                                                                              |                                                                              |
| 84                                                                              | Adauto Cardoso                                                               |                                                                              | 2 de março de 1966                                                           | 3 de fevereiro de 1967                                                       | Guanabara                                                                    |                                                                              | Aliança Renovadora Nacional ARENA                                            |                                                                              | 1966                                                                         |
| 85                                                                              | João Batista Ramos                                                           |                                                                              | 3 de fevereiro de 1967                                                       | 23 de fevereiro de 1968                                                      | São Paulo                                                                    |                                                                              | Aliança Renovadora Nacional ARENA                                            |                                                                              | 1966                                                                         |
| 86                                                                              | José Bonifácio de Andrada                                                    |                                                                              | 23 de fevereiro de 1968                                                      | 30 de março de 1970                                                          | Minas Gerais                                                                 |                                                                              | Aliança Renovadora Nacional ARENA                                            |                                                                              | 1966                                                                         |
| 87                                                                              | Geraldo Freire                                                               |                                                                              | 30 de março de 1970                                                          | 3 de fevereiro de 1971                                                       | Minas Gerais                                                                 |                                                                              | Aliança Renovadora Nacional ARENA                                            |                                                                              | 1970                                                                         |
| 88                                                                              | Ernesto Pereira Lopes                                                        |                                                                              | 3 de fevereiro de 1971                                                       | 28 de fevereiro de 1973                                                      | São Paulo                                                                    |                                                                              | Aliança Renovadora Nacional ARENA                                            |                                                                              | 1970                                                                         |
| 89                                                                              | Flávio Marcílio                                                              |                                                                              | 28 de fevereiro de 1973                                                      | 2 de fevereiro de 1975                                                       | Ceará                                                                        |                                                                              | Aliança Renovadora Nacional ARENA                                            |                                                                              | 1970                                                                         |
| 90                                                                              | Célio Borja                                                                  |                                                                              | 2 de fevereiro de 1975                                                       | 28 de fevereiro de 1977                                                      | Rio de Janeiro                                                               |                                                                              | Aliança Renovadora Nacional ARENA                                            |                                                                              | 1974                                                                         |
| 91                                                                              | Marco Maciel                                                                 |                                                                              | 28 de fevereiro de 1977                                                      | 2 de fevereiro de 1979                                                       | Pernambuco                                                                   |                                                                              | Aliança Renovadora Nacional ARENA                                            |                                                                              | 1974                                                                         |
| 92                                                                              | Flávio Marcílio                                                              |                                                                              | 2 de fevereiro de 1979                                                       | 30 de janeiro de 1980                                                        | Ceará                                                                        |                                                                              | Aliança Renovadora Nacional ARENA                                            |                                                                              | 1978                                                                         |
| (92)                                                                            | Flávio Marcílio                                                              | 30 de janeiro de 1980                                                        | 26 de fevereiro de 1981                                                      |                                                                              | Ceará                                                                        | Partido Democrático Social PDS                                               |                                                                              |                                                                              | 1978                                                                         |
| 93                                                                              | Nelson Marchezan                                                             |                                                                              | 26 de fevereiro de 1981                                                      | 2 de fevereiro de 1983                                                       | Rio Grande do Sul                                                            |                                                                              | Partido Democrático Social PDS                                               |                                                                              | 1978                                                                         |
| 94                                                                              | Flávio Marcílio                                                              |                                                                              | 2 de fevereiro de 1983                                                       | 28 de fevereiro de 1985                                                      | Ceará                                                                        |                                                                              | Partido Democrático Social PDS                                               |                                                                              | 1982                                                                         |
| Nova República (1985-presente)                                                  |                                                                              |                                                                              |                                                                              |                                                                              |                                                                              |                                                                              |                                                                              |                                                                              | 1982                                                                         |
| 95                                                                              | Ulysses Guimarães                                                            |                                                                              | 28 de fevereiro de 1985                                                      | 2 de fevereiro de 1987                                                       | São Paulo                                                                    |                                                                              | Partido do Movimento Democrático Brasileiro PMDB                             |                                                                              | 1982                                                                         |
| 95                                                                              | Ulysses Guimarães                                                            | 2 de fevereiro de 1987                                                       | 15 de fevereiro de 1989                                                      |                                                                              | São Paulo                                                                    | 1986                                                                         | Partido do Movimento Democrático Brasileiro PMDB                             |                                                                              |                                                                              |
| 96                                                                              | Antonio Paes de Andrade                                                      |                                                                              | 15 de fevereiro de 1989                                                      | 2 de fevereiro de 1991                                                       | Ceará                                                                        | 1986                                                                         |                                                                              | Partido do Movimento Democrático Brasileiro PMDB                             |                                                                              |
| 97                                                                              | Ibsen Pinheiro                                                               |                                                                              | 2 de fevereiro de 1991                                                       | 2 de fevereiro de 1993                                                       | Rio Grande do Sul                                                            |                                                                              | Partido do Movimento Democrático Brasileiro PMDB                             |                                                                              | 1990                                                                         |
| 98                                                                              | Inocêncio de Oliveira                                                        |                                                                              | 2 de fevereiro de 1993                                                       | 2 de fevereiro de 1995                                                       | Pernambuco                                                                   |                                                                              | Partido da Frente Liberal PFL                                                |                                                                              | 1990                                                                         |
| 99                                                                              | Luís Eduardo Magalhães                                                       |                                                                              | 2 de fevereiro de 1995                                                       | 5 de fevereiro de 1997                                                       | Bahia                                                                        |                                                                              | Partido da Frente Liberal PFL                                                |                                                                              | 1994                                                                         |
| 100                                                                             | Michel Temer                                                                 |                                                                              | 5 de fevereiro de 1997                                                       | 2 de fevereiro de 1999                                                       | São Paulo                                                                    |                                                                              | Partido do Movimento Democrático Brasileiro PMDB                             |                                                                              | 1994                                                                         |
| 100                                                                             | Michel Temer                                                                 | 2 de fevereiro de 1999                                                       | 14 de fevereiro de 2001                                                      |                                                                              | São Paulo                                                                    | 1998                                                                         | Partido do Movimento Democrático Brasileiro PMDB                             |                                                                              |                                                                              |
| 101                                                                             | Aécio Neves                                                                  |                                                                              | 14 de fevereiro de 2001                                                      | 17 de dezembro de 2002                                                       | Minas Gerais                                                                 | 1998                                                                         |                                                                              | Partido da Social Democracia Brasileira PSDB                                 |                                                                              |
| 102                                                                             | Efraim Morais                                                                |                                                                              | 17 de dezembro de 2002                                                       | 2 de fevereiro de 2003                                                       | Paraíba                                                                      | 1998                                                                         |                                                                              | Partido da Frente Liberal PFL                                                |                                                                              |
| 103                                                                             | João Paulo Cunha                                                             |                                                                              | 2 de fevereiro de 2003                                                       | 14 de fevereiro de 2005                                                      | São Paulo                                                                    |                                                                              | Partido dos Trabalhadores PT                                                 |                                                                              | 2002                                                                         |
| 104                                                                             | Severino Cavalcanti                                                          |                                                                              | 14 de fevereiro de 2005                                                      | 21 de setembro de 2005                                                       | Pernambuco                                                                   |                                                                              | Partido Progressista PP                                                      |                                                                              | 2002                                                                         |
| -                                                                               | José Thomaz Nonô (interino)                                                  |                                                                              | 21 de setembro de 2005                                                       | 28 de setembro de 2005                                                       | Alagoas                                                                      |                                                                              | Partido da Frente Liberal PFL                                                |                                                                              | 2002                                                                         |
| 105                                                                             | Aldo Rebelo                                                                  |                                                                              | 28 de setembro de 2005                                                       | 1º de fevereiro de 2007                                                      | São Paulo                                                                    |                                                                              | Partido Comunista do Brasil PCdoB                                            |                                                                              | 2002                                                                         |
| 106                                                                             | Arlindo Chinaglia                                                            |                                                                              | 1º de fevereiro de 2007                                                      | 2 de fevereiro de 2009                                                       | São Paulo                                                                    |                                                                              | Partido dos Trabalhadores PT                                                 |                                                                              | 2006                                                                         |
| 107                                                                             | Michel Temer                                                                 |                                                                              | 2 de fevereiro de 2009                                                       | 17 de dezembro de 2010                                                       | São Paulo                                                                    |                                                                              | Partido do Movimento Democrático Brasileiro PMDB                             |                                                                              | 2006                                                                         |
| 108                                                                             | Marco Maia                                                                   |                                                                              | 17 de dezembro de 2010                                                       | 2 de fevereiro de 2011                                                       | Rio Grande do Sul                                                            |                                                                              | Partido dos Trabalhadores PT                                                 |                                                                              | 2006                                                                         |
| 108                                                                             | Marco Maia                                                                   | 2 de fevereiro de 2011                                                       | 4 de fevereiro de 2013                                                       |                                                                              | Rio Grande do Sul                                                            | 2010                                                                         | Partido dos Trabalhadores PT                                                 |                                                                              |                                                                              |
| 109                                                                             | Henrique Eduardo Alves                                                       |                                                                              | 4 de fevereiro de 2013                                                       | 1º de fevereiro de 2015                                                      | Rio Grande do Norte                                                          | 2010                                                                         |                                                                              | Partido do Movimento Democrático Brasileiro PMDB                             |                                                                              |
| 110                                                                             | Eduardo Cunha                                                                |                                                                              | 1º de fevereiro de 2015                                                      | 5 de maio de 2016                                                            | Rio de Janeiro                                                               |                                                                              | Partido do Movimento Democrático Brasileiro PMDB                             |                                                                              | 2014                                                                         |
| -                                                                               | Waldir Maranhão (interino)                                                   |                                                                              | 5 de maio de 2016                                                            | 14 de julho de 2016                                                          | Maranhão                                                                     |                                                                              | Partido Progressista PP                                                      |                                                                              | 2014                                                                         |
| 111                                                                             | Rodrigo Maia                                                                 |                                                                              | 14 de julho de 2016                                                          | 2 de fevereiro de 2017                                                       | Rio de Janeiro                                                               |                                                                              | Democratas DEM                                                               |                                                                              | 2014                                                                         |
| 111                                                                             | Rodrigo Maia                                                                 | 2 de fevereiro de 2017                                                       | 1º de fevereiro de 2019                                                      |                                                                              | Rio de Janeiro                                                               |                                                                              | Democratas DEM                                                               |                                                                              | 2014                                                                         |
| 111                                                                             | Rodrigo Maia                                                                 | 2 de fevereiro de 2019                                                       | 1° de fevereiro de 2021                                                      |                                                                              | Rio de Janeiro                                                               | 2018                                                                         | Democratas DEM                                                               |                                                                              |                                                                              |
| 112                                                                             | Arthur Lira                                                                  |                                                                              | 2 de fevereiro de 2021                                                       | 1º de fevereiro de 2023                                                      | Alagoas                                                                      | 2018                                                                         |                                                                              | Progressistas PP                                                             |                                                                              |
| 112                                                                             | Arthur Lira                                                                  | 2 de fevereiro de 2023                                                       | 1º de fevereiro de 2025                                                      |                                                                              | Alagoas                                                                      | 2022                                                                         |                                                                              | Progressistas PP                                                             |                                                                              |
| 113                                                                             | Hugo Motta                                                                   |                                                                              | 2 de fevereiro de 2025                                                       | em exercício                                                                 | Paraíba                                                                      | 2022                                                                         |                                                                              | Republicanos                                                                 |                                                                              |